# 西乡塘区
西乡塘区是位於中國廣西南宁市中西北部的分區，是南宁市人口最多、建成区人口密度最大的城区，于2005年3月经国务院批准成立，由原永新区、城北区组建而成。區人民政府駐衡陽西路11號。

## 人口
根据(广西壮族自治区)南宁市第七次全国人口普查主要数据公报显示：西乡塘区常住人口为1643819人。男性人口占比51.18%，女性人口占比48.82%，年龄结构中0-14岁占比16.64%，15-59岁占比72.29%，60岁以上占比11.07%，65岁以上占比7.7%。

## 地理环境

### 地理位置
西乡塘区位于广西南宁市区中西北部，地处东经107°45′30″—108°20′45″、北纬22°47′50″—23°7′20″。东邻兴宁区，西与隆安县、扶绥县接壤，南隔邕江与江南区相望，北与武鸣区交界。西乡塘区土地总面积1076平方千米。

### 气候
西乡塘区属温暖多雨的南亚热带季风气候区。2018年，市区年平均气温21.8℃，极端最高气温35.9℃，极端最低气温2.9℃；年总降雨量1291.5毫米，降雨多集中在夏秋季，冬春少雨。汛期为4—9月，旱期为1—3月和10—12月。右江、左江、邕江为境内主要河流。

### 地貌
西乡塘区属于南亚热带丘陵盆地的景观形态，地貌以平地、石山等类型为主。其中，区境东部以平地为主，石山主要分布在坛洛镇一带，有峰林石山和孤峰石山两大类。峰林石山海拔300—400米，谷地海拔120—160米。

## 自然资源
西乡塘区矿产资源丰富，主要有煤、高岭土、石英砂、钒、汞、钴、石灰岩等；
西乡塘区植物种类繁多，但由于城市扩展，人口增加，林地面积减少，植物种类日趋减少。
西乡塘区有哺乳类、鸟类、爬行类、两栖类、鱼类、节肢类、昆虫类等动物资源。

西乡塘辖区有邕江、左江、右江、义梅河、下楞河、心圩江、可利江、定龙河、坛增河、石灵河、朝阳溪等11条江、河、溪经过。

## 经济行政区划
西乡塘区下辖10个街道办事处、3个镇：
衡阳街道、北湖街道、西乡塘街道、安吉街道、华强街道、新阳街道、上尧街道、安宁街道、石埠街道、心圩街道、金陵镇、双定镇、坛洛镇、那龙矿务局和高新技术开发区管委会。

## 交通

### 公路
- 兰海高速、 广昆高速、 210国道、 324国道

### 鐵路
- 南宁站：南廣鐵路、南昆鐵路、湘桂鐵路、南昆客運專線、柳南城際鐵路、南防鐵路
- 南宁西站：南昆客運專線

### 地鐵
- █ 1号线的车站有石埠站、南職院站、鵬飛路站、西鄉塘客運站、民族大學站、清川站、動物園站、魯班路站、廣西大學站、白蒼嶺站。
- █ 2号线的车站有西津站、安吉客運站、蘇盧站、三十三中站、秀廂站、明秀路站。
- █ 3号线的车站有科園大道站、創業路站、安吉客運站、北湖北路站、秀峰路站。
- █ 5号线的车站有北湖南路站、明秀路站、秀灵路站、广西大学站、新秀公园站。